# Chrysopa excepta
Chrysopa excepta is een insect uit de familie van de gaasvliegen (Chrysopidae), die tot de orde netvleugeligen (Neuroptera) behoort. 
Chrysopa excepta is voor het eerst wetenschappelijk beschreven door Banks in 1911.